# 東ティモールの国旗
東ティモールの国旗は、2002年5月20日に採用されたもので、1975年に一度採用されたものと同じ旗。
2002年5月20日の独立記念日に、国連旗がおろされこの旗が掲揚された。東ティモール民主共和国の憲法によると、黄色の三角形は「東ティモール史に残る植民地主義の跡」を表し、黒の三角形は「乗り越えなければならない反啓蒙主義」を示す。赤地は「国民の解放への苦闘」を表し、星は「道を示す光」、白は平和を表すとされている。
ポルトガル統治時代は、ポルトガルの国旗が掲げられた。

## 歴史的な旗

?提案されたポルトガル領ティモールの旗
1975年 - 1999年
東ティモール州の旗
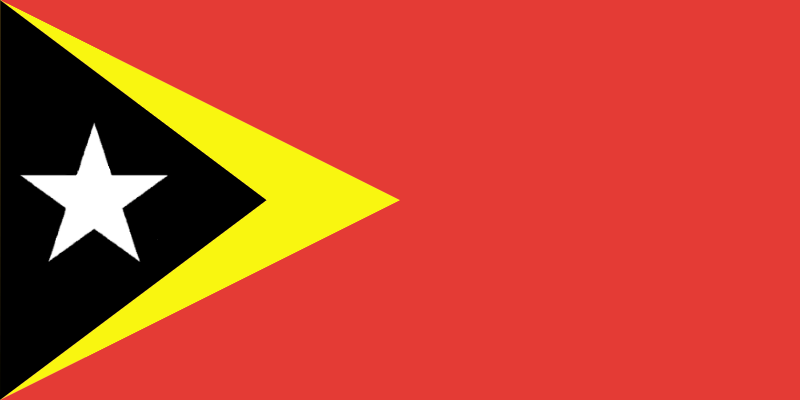
?独立時の旗（縦横比1:2）
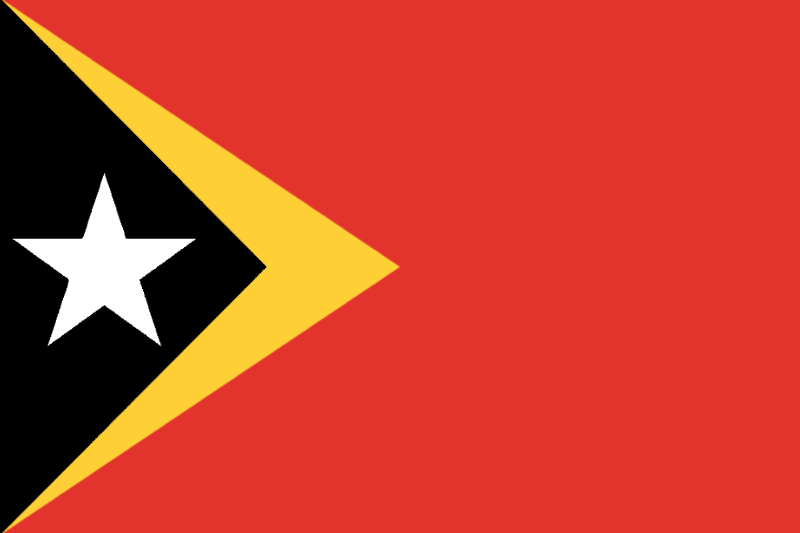
?独立時の旗（縦横比=2:3）
現在の国旗（縦横比2:3の別タイプ）